# Santíssimo Nome de Maria na Via Latina (título cardinalício)
Santíssimo Nome de Maria na Via Latina (em latim: Sanctissimi Nominis Mariæ ad viam Latinam) é um título cardinalício instituído pelo Papa João Paulo II em 25 de maio de 1985. Sua igreja titular é Santissimo Nome di Maria in Via Latina.

## Titulares protetores
- Paulos Tzadua (1985-2003)
- Gaudencio Borbon Rosales (2006-)